# فاروکو
فاروکو (به انگلیسی: Farruko) با نام کامل کارلوس افرن ریس روزادو (به انگلیسی: Carlos Efrén Reyes Rosado)(زاده ۲ مهٔ ۱۹۹۱) خواننده، ترانه‌سرا، رپر پورتوریکویی است.